# بيدير رايت كابيلين
بيدير رايت كابيلين (بالنرويجية البوكمول: Peder Wright Cappelen)‏ هو محرر وكاتب نرويجي، ولد في 18 يناير 1931 في باروم في النرويج، وتوفي في 4 يناير 1992.